# Carin Grudda
Carin Grudda (* 17. August 1953 in Gudensberg bei Kassel) ist eine deutsche Bildhauerin, die in Bronze arbeitet, daneben aber auch als Malerin und Graphikerin tätig ist. Sie lebt in Ligurien, Italien.

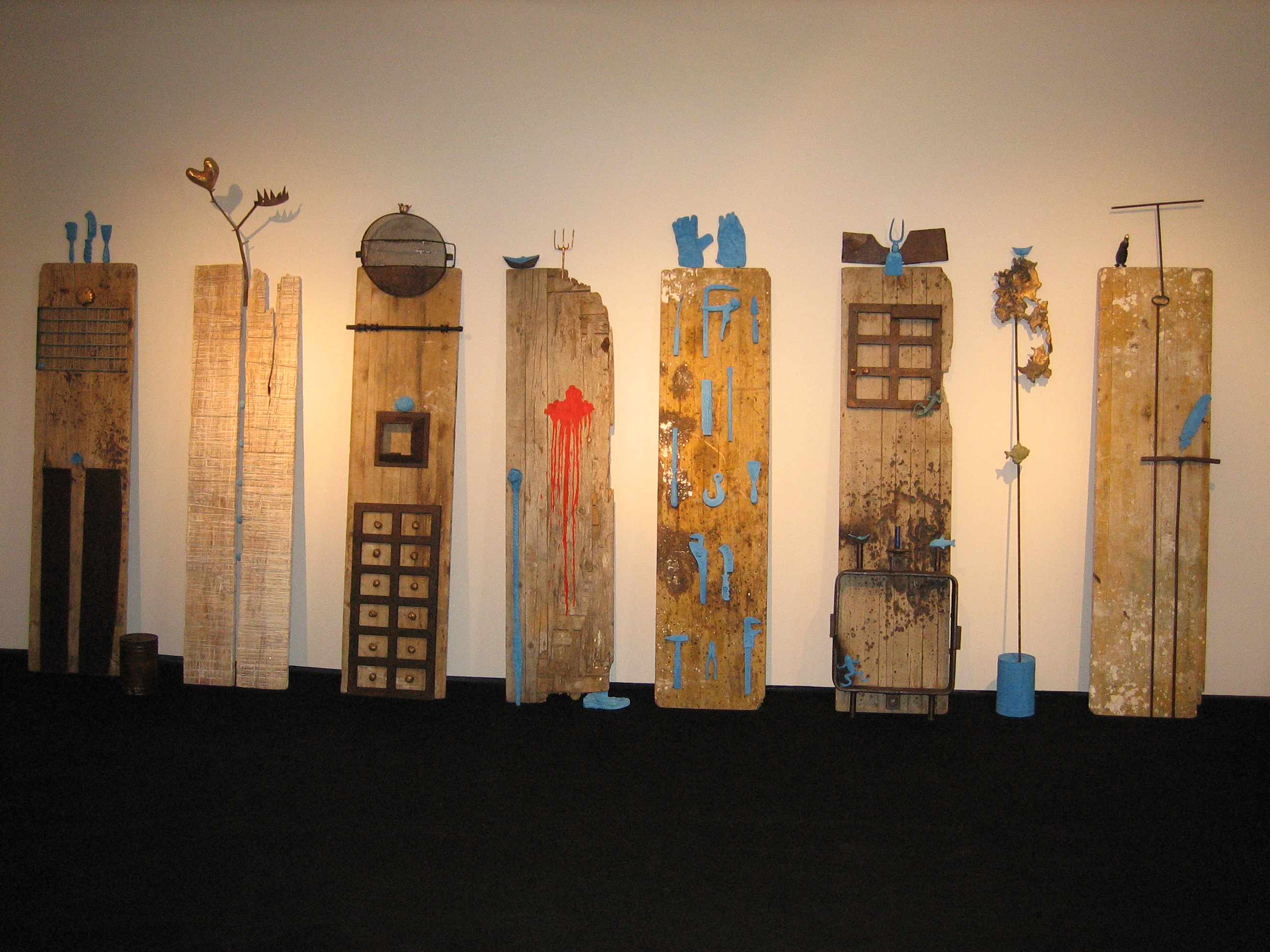
Die Zwölf, Zwölf Objektbilder, Schalbretter, Eisen und Bronze auf Holz, Gesamtgröße 3,30 m × 9,00 m (2005)

## Leben
Nachdem Carin Grudda 1972 in Kassel ihr Abitur abgelegt hatte, nahm sie an der Universität Gießen ein Studium in Kunstgeschichte und Philosophie auf, das sie 1980 mit einer Arbeit über den Dadaismus abschloss. Dem folgte 1981 ein Praktikum bei der ARD in Madrid mit dem Schwerpunkt Film/Fernsehen. Danach absolvierte sie diverse Studienaufenthalte in Rom, Paris, Miami und auf Lanzarote. Von 1982 an arbeitete sie freischaffend, zunächst als Malerin, wozu sie seit 1986 weitere Studienreisen in die USA und nach China unternahm. 1998 begann sie mit Bronze zu arbeiten, was seither ihr künstlerisches Wirken bestimmt.
Ihre freischaffende Arbeit begann Carin Grudda 1982 in Frankfurt am Main, das sie 1993 verließ, um in dem Weinort Großwinternheim bei Ingelheim am Rhein den alten Adelssitz der Freifrau von Wallbrunn (errichtet 1789) zu einem neuen Arbeitsmittelpunkt auszubauen. In dem hier angesiedelten Atelier arbeitete sie bis zum Jahr 2000, da sie, veranlasst durch ihre intensiven Arbeitskontakte zur Bronzegießerei Pietro Caporrella zunächst in der Toskana und später in Rom, ihren Lebens- und Arbeitsschwerpunkt nach Italien verlegte. In dem kleinen ligurischen Ort Lingueglietta (Mitglied der Vereinigung I borghi più belli d’Italia (Die schönsten Orte Italiens) und Ortsteil von Cipressa) bei Imperia fand sie einen geeigneten Platz, an dem sie auch ihren Skulpturenpark »Tra i Mondi« (Zwischen den Welten) einrichtete, der im Sommer zahlreiche Besucher anzieht. Seit 2008 unterhält sie zudem ein Atelier in Rom.

## Künstlerische Arbeit

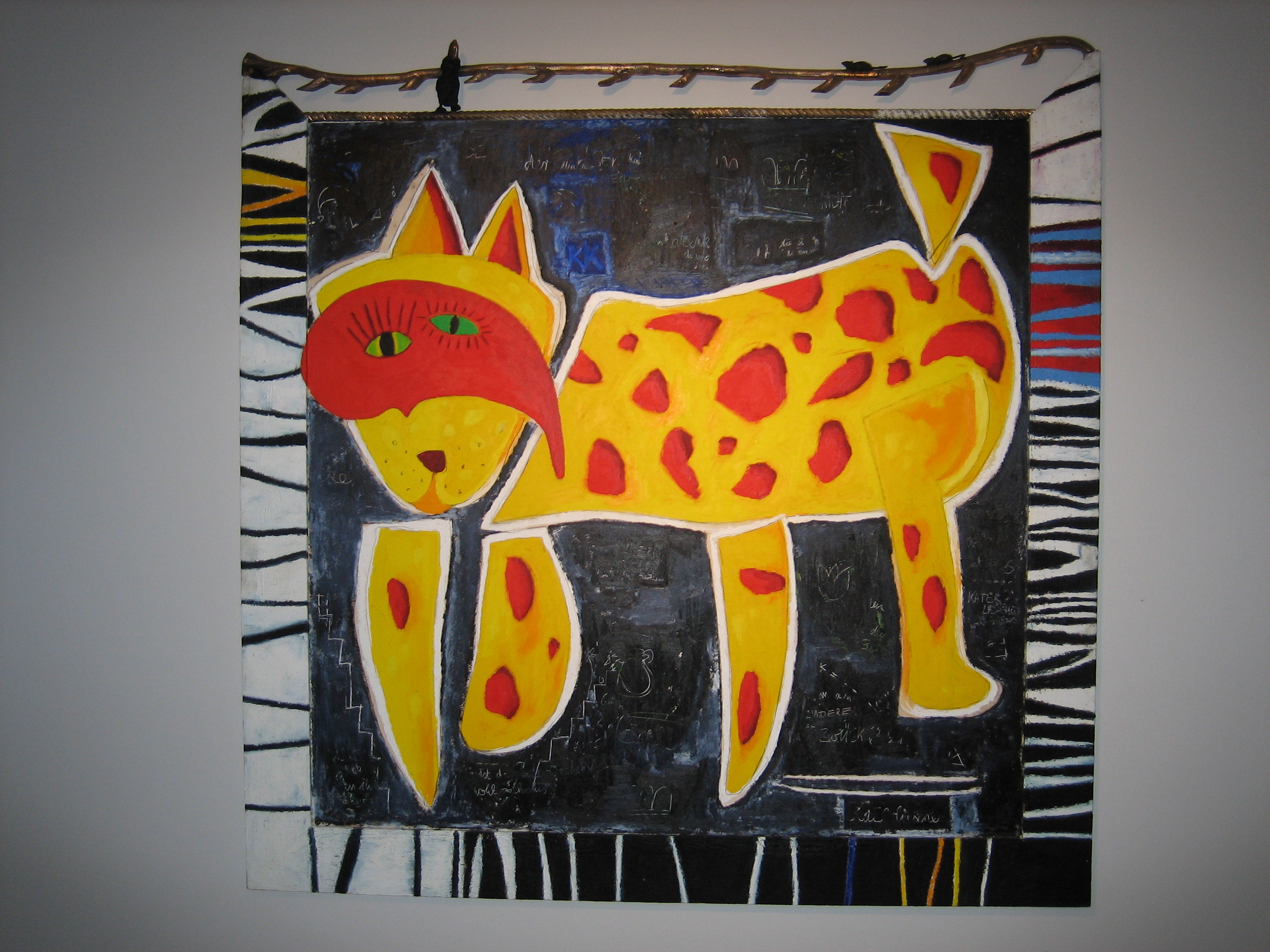
Katerlischen, Öl und Bronze auf Holz, 1,78 m × 1,76 m (2005)

### Malerei
Aus Gruddas Beschäftigung mit dem Dadaismus gewinnen das »Spiel« und der »Zufall« eine Bedeutung, aus der schließlich eine Orientierung auf die »Spur und das Spüren« erwächst und woraus sich zentrale Aspekte ihrer künstlerischen Arbeit entwickeln. Während eines Stipendiums in Miami 1991, danach in Frankfurt am Main und schließlich in Ingelheim experimentiert sie mit additiven Bildformaten, wobei sie autonome Bilder zunächst zusammenfügt »group-paintings« und später großformatige Bildzyklen in kleine Einheiten zerteilt »Blaubilder«.
In den späten 1990er Jahren verändern sich die Bildträger. Grudda bemalt Holzflächen aller Art, die sie als »objets trouvés« aus allen möglichen ehemaligen Funktionszusammenhängen in den Kulturprozess zurückführt und durch Applikation zahlreicher Gegenstände zu Assemblagen gestaltet. In ihrer Arbeit bezieht sie sich immer wieder auch auf die Philosophie des Ethischen Skeptizismus ihres Gießener Lehrers Odo Marquard.

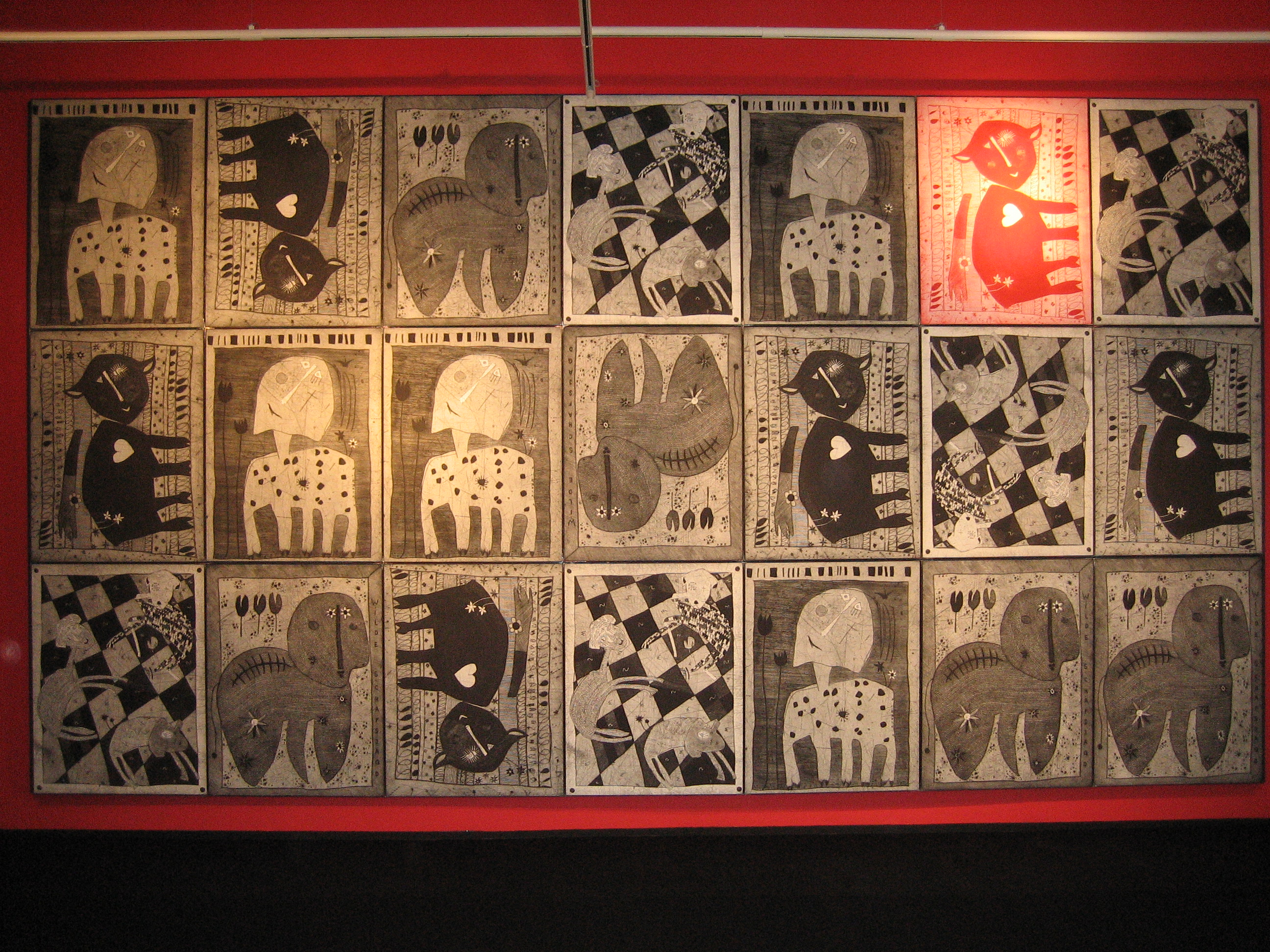
Wilde Schafsjagd, Installation aus 21 Kaltnadelradierungen (2005)

### Druckgraphik
Im Rahmen eines Stipendiums für Druckgraphik des Landes Sachsen in Leipzig beginnt Grudda 1992 im Künstlerhaus Hohenossig und den Leipziger Werkstätten für künstlerische Druckgraphik Rössler, sich in die Technik der Kaltnadelradierung einzuarbeiten und sie auf ihre Weise weiterzuentwickeln. Ausgehend von den Spuren ihrer Arbeitsorte, die sie etwa vom Straßenasphalt durch Schleudern, Werfen, Schleifen, Ziehen auf die noch jungfräuliche Druckplatte überträgt und sie dann mit dem Stichel weiter bearbeitet, entwickelt sie aus den daraus gewonnenen „Spuren“ ein druckgraphisches Bild, in dem sie ihre Selbstbefindlichkeit vom »Unterwegs-Sein« thematisiert (Deutsche Bahn AG, Geschäftsbericht 2001). Da Grudda in dieser Technik immer mehr zum Großformat übergeht und etwa den Stichel gegen die elektrische Handbohrmaschine eintauscht, entwickelt sie aus dem begrenzten Format der Radierung großformatige Bildkörper, die bis zu wandfüllenden Installationen reichen wie die »WILDE SCHAFSJAGD« im Format 3,75 m × 6,65 m, 2005.

### Bronzeguss

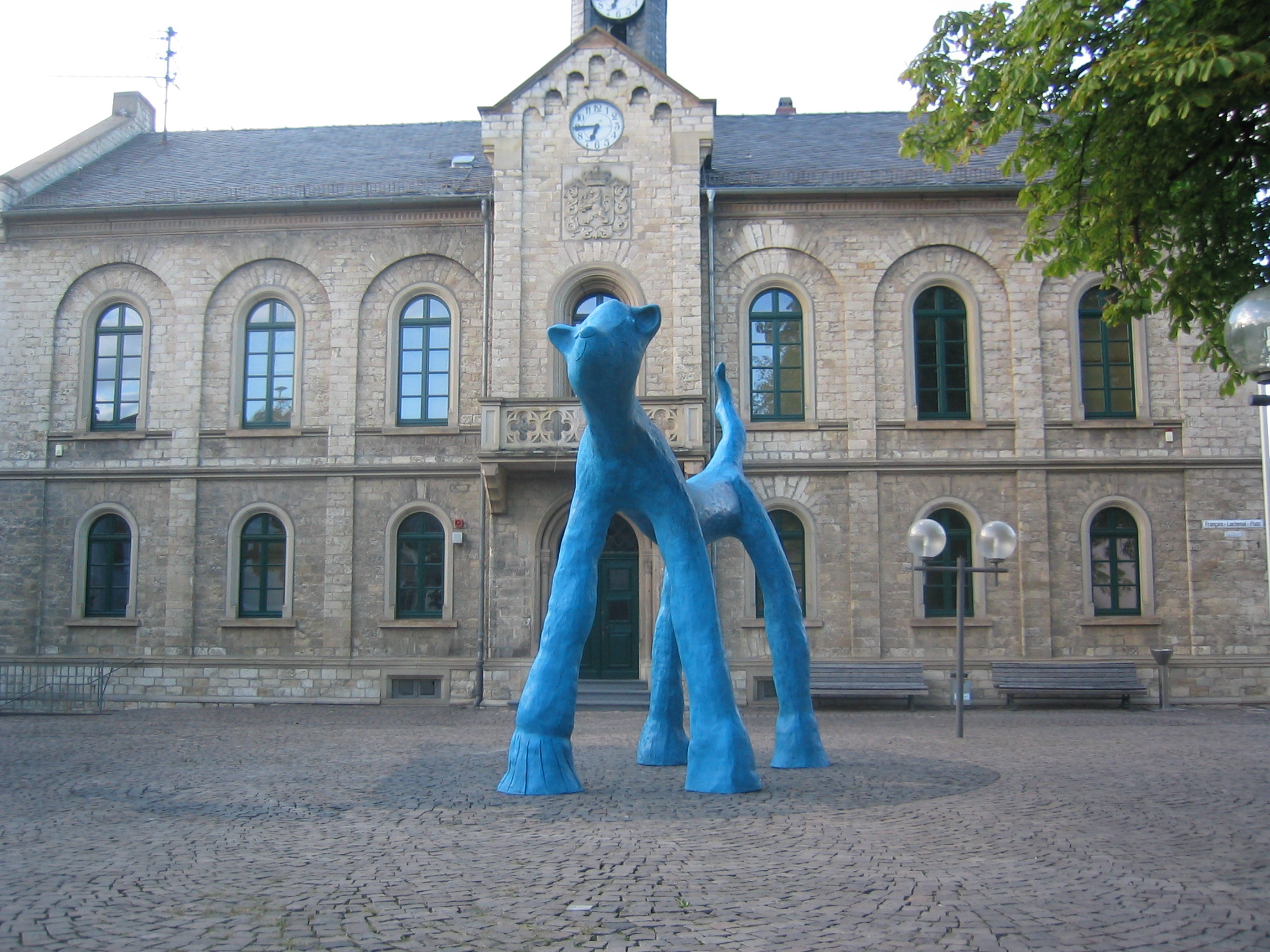
Blau-Miau

Vermittelt durch einen Kunstpreis in Italien, macht Grudda 1998 die Bekanntschaft mit der Kunstgießerei Caporella in Rom und in der Toskana, wo sie alle Techniken des Bronzegusses kennenlernt, den sie fortan zum Zentrum ihrer künstlerischen Arbeit macht. Dabei legt sie von Anfang an großen Wert darauf, ihre Bronzebildwerke vom Modell bis zur fertigen Figur so weit wie möglich eigenhändig herzustellen und zu bearbeiten. Nach der Fertigung zahlreicher autonomer Bildwerke, die vom Naturabguss etwa von Schneckenhäusern bis zur monumentalen Bronzeplastik reichen, wie die »BLAU Miau«, wird Grudda zunehmend mit der Gestaltung öffentlicher Plätze und Verkehrsrondells in Deutschland und Italien beauftragt. Zahlreiche Bronzebildwerke befinden sich in öffentlichem Besitz in Deutschland, Italien und in der Schweiz. Während ihrer Arbeit in der Kunstgießerei Caporrella begegnet Grudda namhaften internationalen Bronzekünstlern wie Daniel Spoerri, Luciano Castelli, Nunzio, Arman, Tommaso Cascella, Giuseppo Gallo oder Enzo Cucchi, mit denen sie in regem Künstlerkontakt steht.

## Stipendien und Preise (Auswahl)
- 1989: Prix d’Honneur, Salon International des Tourons, Tours, Frankreich
- 1989: Prix d’Excellence, Arts-Inter, Kunsthalle Marseille, Frankreich
- 1990: Prix d’Excellence, Salon International des Arts, Chateauneuf-du-Papes, Frankreich
- 1991: Medaille d’or, Arts-Inter, Aix-en-Provence, Frankreich
- 1991: Arbeitsstipendium Zero-Art, South Florida Art Center + »Zero-Art«, Miami, USA
- 1992: Arbeitsstipendium Druckgraphik für das 2. Druckgraphische Symposium in Hohenossig, Land Sachsen und Kulturamt der Stadt Leipzig, Deutschland
- 1998: Kunstpreis der Stadt Imperia, Ligurien, Italien
- 2003: Kulturpreis Icit, Begegnungen – Incontri, Imperia, Ligurien, Italien

## Einzelausstellungen (Auswahl)
- 1988: Galerie Antonio Sanchez, Madrid[2]
- 1991: SFAC (South Florida Art Center), Miami Beach, USA[2]
- 1992: Postbank, Leipzig[2]
- 1994: »ALLEGRO MA NON TROPPO: BLAU« FFP + panta rhei; Ausstellung und Gestaltung der Filmproduction Studios, Frankfurt am Main[2]
- 1995: »CARIN GRUDDA« Galerie Kunstart, Ingelheim[2]
- 1995: »DIE ANDERE MODERNE« Kulturhaus Neu-Ulm[2]
- 1997: Art McCann, Frankfurt am Main[2]
- 1997: »CARIN GRUDDA«[3] S.E.R., Reinhard, Neuwied
- 1997: »INCONTRO« Galleria Bajazzo, Imperia, Italien[3]
- 1997: »POLVERE DI STELLE« Casa di cultura, Perinaldo, Italien[3]
- 1998: Alten Synagoge, Gudensberg[4]
- 1998: »INDECO ART« Forum Bärbel Wöll, Hahnstätten[5]
- 1998: »BRONZESKULPTUR« für die Fondazione Immart, Rom[5]
- 1998: »ROTKÄPPCHEN WO BIST DU?« und Publikation des Kinderbuches »FOU’S WUNDERBARE REISE … DURCH DAS TRAUMLAND« Galerie Peter Elzenheimer, Schwalbach am Taunus[5]
- 2000: »NEUE ARBEITEN VON CARIN GRUDDA«[6] Kunstgalerie Saalfrank, Wiesbaden
- 2000: »AGORA, I GRANDI FORMATI« der Stadt Bordighera, Italien[7]
- 2000: »2000 JAHRE INGELHEIM IM SPIEGEL DER KUNST« Museum bei der Kaiserpfalz, Ingelheim[7]
- 2000: »DER RHYTMUS [sic] DES SCHNEES« Bilder und Skulpturen, Kunstagentur Hoffmann & Hoehne, Galerie im Unteren Harthof, Gießen[7]
- 2001: »CARIN GRUDDA – PERSONALE DI SCULTURA E PITTURA«[8] Comune di Santo Stefano al Mare, Italien
- 2001: »ARS NOVA«[9] Altes Rathaus Ingelheim
- 2001: Eröffnung des Skulpturenparks »TRA I MONDI – CARIN GRUDDA’S PATZ«[10] Lingueglietta, Italien
- 2002: »IN BETWEEN«[11] Kunstagentur Hoffmann&Hoehne, KAZ im Kulturbahnhof, Kassel
- 2002: »VOM UNTERWEGS-SEIN ODER PROTOKOLL EINER REISE«[12] für die Deutsche Bahn, TLC-, Transport,- Informatik- und Logistik-Consulting, Künstlerische Gestaltung Geschäftsbericht 2001, Frankfurt am Main, Berlin und Wien
- 2002: »GIORNO DEL’ARTE E DELLA PACE«[13] mit der Stadt Frugarolo/Alessandria, Italien
- 2003: »HERZSCHLÄGE«[14] Kunstagentur Hoffmann & Höhne, Ambulantes Herzzentrum Kassel
- 2003: »FONDAZIONE D’ARTE«[15] Reiner Kriester, Castellaro, Albenga
- 2003: »VON DER SPUR UND DEM SPÜREN«[16] Galerie Jeanette und Reinhard Rössler Künstlerhaus Hohenossig, Leipzig
- 2003: »50 BRONZEN – 50 BILDER, CARIN GRUDDA – EINE RETOSPEKTIVE«[17] Wanderausstellung, Eröffnung Stadt Gudensberg, Schwalbach/Taunus, Alessandria/Italien
- 2003: Carin Grudda’s Bronzeskulpturen in Gudensberg[18]
- 2004: »BRONZEPARCOUR«[19] Alessandria, Italien
- 2005: »VOM KAISERBLAU ZUM LUXUSSCHWARZ«[20] Graphikausstellung im Hörsaalbau der Universität Leipzig
- 2005: »CARIN GRUDDA – BILDER UND BRONZEN«[21] Bilder und Bronzen, Altes Rathaus und Kaiserpfalz, Ingelheim
- 2006: »CARIN GRUDDA – BILDER UND BRONZEN«[22] Yachthafens von Aregai, Ligurien, Italien
- 2006: »DENTRO NEL FUORI«[23] Galleria del Barcon, Mailand, Italien
- 2007: »HIER WOANDERS – QUI ALTROVE«[24] Galleria M’arte, Arma di Taggia, Italien
- 2008: »L’ANIMA LÌ«[25] Museo Badalucco, Imperia, Italien
- 2008: »BLAU MIAU«[26] ein Jahr zu Gast im Centre Dürrenmatt, Neuchâtel, Schweiz
- 2009: »PHOENIX«[27] in der Schlossgalerie, Laubach, Gießen
- 2009: »DEEP SKIN«[28] Galerie Kunst & Werk, Ingelheim am Rhein
- 2010: »CARIN GRUDDA – NEUESTE ARBEITEN«[29] Golf-Club Hof Hausen vor der Sonne, Hofheim
- 2011: »ÜBER DIE LIEBE UND ANDERE DÄMONEN«[30] Stadtgalerie »Badehaus im Alten Kurpark«, Bad Soden am Taunus
- 2011: »LE IMPROVVISAZIONI«[31] Palazzina Liberta, Borgo Marina, Imperia, Italien
- 2011: »DIE GROSSE FRAU«[32] und weitere Groß- und Kleinskulpturen, Gemälde und Graphiken, Galerie Elzenheimer und Skulpturengarten, Schwalbach am Taunus
- 2011: »PEGASUS UND SEINE FREUNDE[33] « temporär sich ändernde Ausstellung mit Groß- und Kleinplastiken, Gemälden und Graphiken, Galerie Elzenheimer und Skulpturengarten, Schwalbach am Taunus
- 2011: »WEIHE-FROHE-NACHTEN«[34] Galerie Kunst & Werk, Ingelheim am Rhein
- 2012: »AUF DER NASE TANZEN«[35] Galerie Elzenheimer, Schwalbach am Taunus
- 2012: »HIER … WOANDERS«[36] Galleria Losano, Pinerolo/Torino, Italien
- 2012: »AUF DER ROLLE«[37] Bentley, Bad Homburg
- 2012: »WILDE SCHAFSJAGD«[38] Landtag Rheinland-Pfalz in Mainz
- 2012: »CARIN GRUDDA IN SAVONA«[39] Bronzen und Bilder, Conarte Savona, Italien
- 2013: »ZWISCHEN DEN WELTEN – TRA I MONDI«[40] Bronze, Bilder und Graphik, Gudensberg
- 2013: »HIER … WOANDERS«[41] Galerie am Dom, Gießen
- 2014: »VON DER SPUR UND DEM SPÜREN«[42] Gerhard-Marcks-Haus – Große Bronzen, Villa Ichon Bronzen und Grafik, Bremen
- 2014: »CARIN GRUDDA – BLICK ZURÜCK NACH VORN«[43] Retrospektive 25 Jahre Druckgrafik, Galerie Elzenheimer, Schwalbach am Taunus
- 2015: »AUF’M SPRUNG«[44] Galerie Kunst & Werk, Ingelheim am Rhein
- 2016: »ZWISCHEN DEN WELTEN – TRA I MONDI«[45] Arbeiten von Carin Grudda, Galerie am Dom, Wetzlar [Website Carin Grudda]
- 2016: »DER GROSSE SPRUNG – IL GRANDE SALTO«[46] BBS-pro, Prato [Website Carin Grudda]
- 2017: »IN BETWEEN«[47] M.A.C.I. – Museo Arte Contemporanea Imperia Museum für zeitgenössische Kunst, Imperia, Italien, 13.07.–27.08.2017
- 2017: »IL PESO E LA SUA LEGGEREZZA – DAS GEWICHT UND SEINE LEICHTIGKEIT«[48] Biennale der Skulptur in der Stadt Pinerolo und neuste Arbeiten in der Gallerie Losano, Associazione Arte e Cultura, Pinerolo, Italien, 07.09.–15.10.2017, La Stampa, Lora del Pellice, ARTE.it, exibeart.com,
- 2017: »WENN ENGEL REISEN«[49] Bronzen | Malerei | Grafiken, Galerie Kunst & Werk, Detlef Gold, Ingelheim am Rhein, 06.12.2017–26.01.2018
- 2018: »IN BETWEEN – IN MITTEN«[50] Galerie La Mongolfiera, Sanremo, Italien, 04.02.–24.02.2018
- 2018: »DIE LEICHTIGKEIT UND IHR GEWICHT«[51] Galerie Elzenheimer, Bad Soden, 03.02.–28.02.2018
- 2018: »ÜBER SCHATTEN SPRINGEN«[52] Kunsthalle Willingshausen, 27.07.–09.09.2018
- 2018: »ZEITGENÖSSISCHE FANTASIEN IN OSTIA ANTICA«[53] Parco Archeologico di Ostia Antica, Rom, 27.06.–01.11.2018
- 2018: »ÜBER SCHAUKEL, WIPPE, DEN TANGO UND EIN WIEGENFEST«[54] Skulpturen im Kunstraum Innenstadt und Ausstellung im Kulturhaus Synagoge, Gudensberg, 17.08.–12.10.2018
- 2019: »IN FLAGRANTI«[55] Bronzen | Gemälde | Grafiken in der Galerie Kunst & Werk, Detlef Gold, Ingelheim am Rhein, 06.12.2019–24.01.2020
- 2020: »SOMMERSALON VON CARIN GRUDDA« Eröffnung am 24. Juli 2020, unter der Schirmherrschaft der »Comune di Cipressa« in Zusammenarbeit mit »Buona Vita«, Cipressa, Italien
- 2021: »WIR SIND EINE INSEL« Grafiken, Gemälde, Bronzen und Assemblagen in der Stadtgalerie Bad Soden, Galerie Elzenheimer, 07.08.–26.09.2021
- 2022/2023: »HIER WOANDERS« Grafiken, Gemälde, Bronzen und Assemblagen im Studio Bahr in Mainz, 02.12.2022–27.01.2023
- 2023: »BIRTHDAY – MIT ALLEN SINNEN« Grafiken, Gemälde, Bronzen und Assemblagen in der Galerie Elzenheimer, Schwalbach am Taunus, 05.08.2023–17.09.2023
- 2023: »BIRTHDAY« Einweihung der neuen Skulptur »ALLEIN AUF WEITER FLUR« und Ausstellung mit Grafiken, Gemälde, Bronzen und Assemblagen, Kulturhaus Synagoge, Gudensberg, 17.08–08.10.2023
- 2023: »Kunst im öffentlichen Raum« Kulturevent, Enthüllung und Übergabe von zwei Skulpturen »KLEINER KÖNIG VERLIEBT« und »BLAU MIAU«, Verschönerungsverein e. V. der Stadt Schwalbach, Schwalbach am Taunus, 20.08.2023
- 2023/2024: »QUI ALTROVE« Ausstellung – Grafiken, Gemälde, Bronzen und Assemblagen in der Almach Art Gallery, 29.11.2023–06.01.2024, Mailand Italien
- 2023/2024: »BLICK ZURÜCK NACH VORN« Ausstellung – Grafiken, Gemälde, Bronzen und Assemblagen in der Galerie Kunst & Werk, 15.12.2023–06.01.2024, Ingelheim am Rhein
- 2024: »DER KÖRPER, DAS BILD, DAS ZEICHEN« Ausstellung – Bronzen, Gemälde, Radierungen, 23.03.2024, Montepulciano, Italien
- 2024: »KNOKKE ART FAIR« mit Werken von Carin Grudda, Almach Art Gallery, Mailand, Italien – im Grand Casino Knokke, vom 09.–17.08.2024, Zeedijk-Albertstrand 509, 8300 Knokke-Heist, Belgien

## Gruppenausstellungen (Auswahl)
- 1988: Salon d’Automne[56] Grand Palais, Paris
- 1989: 12. Internationale Graphikmesse, Osaka, Japan[55]
- 1991: »WINDOWS OF THE WORLD« Design Center Miami, Florida/USA[55]
- 1994: »ART EXPO« New York, USA[55]
- 1996: »D’ART« Kunstmesse Nizza, Frankreich[55]
- 1997: »HIGHLIGHTS« Graphik im Museum Eilenburg[55]
- 1998: »INTERNATIONALE GRAFIK-BIENNALE« Verlag Depelmann, Kubus Hannover[55]
- 1998: »ARTE E NATURA« Botanischer Garten und Botanisches Museum, Berlin[55]
- 1998: »GRAFIK HIGHLIGHTS« Kulturhaus Krakau, Polen[55]
- 1999: Kunstmesse Pirmasens[55]
- 2000: »SCULTURA – CASA – GIARDINO – DIE KUNSTGIESSEREI CAPORELLA UNTERWEGS« Arman, Boisgontier, Cascella, Grudda, Nunzio, Spoerri; Galerie Bergner, Kunstagentur Saalfrank, Galerie Witzel, Im Baumhaus (alle Wiesbaden), Galerie Job (Mainz)[55]
- 2001: »DIE ZAUBERFLÖTE« Bühnenbild, Plakat, Programm, Aktion, Kleine Oper Bad Homburg[55]
- 2001: »IL BRONZO« galeria centro arti visive Beniamino, Bordighera, Italien[55]
- 2002: »SECHS KÜNSTLER – EINE GIESSEREI« Arman, Bednarski, Boisgontier, Cascella, Gheno, Grudda, Kunstagentur Hoffmann & Hoehne in Zusammenarbeit mit der Kunstgießerei Pietro Caporrella, EAM, Kassel[55]
- 2002: »MARE E MONTI« Bronzen in San Lorenzo al Mare und im Skulpturenpark TRA I MONTI Arman, Cascella, Gheno, Grudda, Kriester, Spoerri, Traoré[55]
- 2003: »WO DIE RÄTSEL BLEIBEN«[57] Grafik und Bronzen von Salvador Dalí, Bilder und Bronzen von Carin Grudda, Galerie Elzenheimer, Schwalbach am Taunus
- 2003: »SCULTURE A SAN LORENZO AL MARE«[58] Bronzen von Arman, Bednarski, Cascella, Gheno, Grudda, Spoerri; Comune di San Lorenzo al Mare, Italien
- 2003: »INNENSTADTBELEBUNG VON IMPERIA«[59] in Zusammenarbeit und Koordination hiesiger Schulen für einen Kultursommer (Theater, Ausstellungen auf Plätzen und Konzerte)
- 2006: »DENTRO NEL FUORI«[60] Arman, Boisgontier, Cascella, Dominioni, Gammelli, Gheno, Grudda, Hernàndez, Musy, Spoerri, Oppenheim Galleria del Barcon, Mailand
- 2006: »BRONZI A FONTE NUOVA«[61] Galleria del Barcon, Mailand, Rom
- 2007: »SIT-ART – 52 STÜHLE – 52 KÜNSTLER«[62] Eröffnung in der Kunsthalle Kempten
- 2007: »BRONZI A FONTE FONTE NUOVA«[63] gemeinsam mit Arman, Boisgontier, Cascella, Oppenheim, Spoerri, Fonte Nuova, Rom
- 2009: Die 4. Schweizerische Triennale der Skulptur in Bad Ragaz und Vaduz[64]
- 2009: »HAPPY CHRISTMAS« Carin Grudda, Udo Lindenberg und Helge Schneider[65], Galerie Kunst & Werk, Ingelheim am Rhein
- 2010: »ZEITGENÖSSISCHE KUNST FÜR DEN TEMPEL DES ZEUS«[66] Valle dei Templi di Agrigento (Archäologische Stätten von Agrigent), Italien
- 2010: »ARTE GENOVA 2010«[67], La Mongolfiera Galleria d’Arte[68], Genua, Italien
- 2010: »CARIN GRUDDA E TINO AIME«[69] Olivetti Park in Ivrea
- 2011: Die 54. Biennale in Venedig »GRANDE DONNA SOLARE«[70] Bronzeskulptur auf der Biennale
- 2011: BLOOM Kunstmesse Köln[71]
- 2011: »LE FONDERIA ARTISTICHE ROMANE[72] « mit Arman, Tommaso Cascella, Claudio Costa, Fuad, Emilio Greco, Mastroianni, Giacomo Manzù, Nunzio, Daniel Spoerri, Ali Traore; Musei di San Salvatore in Lauro, Rom, Italien
- 2011: »ARTE GENOVA 2011[73] « La Mongolfiera Galleria d’Arte, Genua, Italien
- 2012: »VALLEBON’ART-E«, Accademia Balbo Vallebona, Imperia, Italien
- 2012: »WOLKENPELZTIER«[74] Bronze für Skulpturenradweg Saalfelden – Leogang, Österreich
- 2012: »ARTE GENOVA 2012«[75] La Mongolfiera Galleria d’Arte, Genua, Italien
- 2012: CARIN GRUDDA mit Udo Lindenberg[76] Galerie Kunst & Werk, Ingelheim am Rhein
- 2014: »ART3F NIZZA«[77] Galerie Augustin aus Innsbruck und Wien
- 2015: Die 6. Schweizerische Triennale der Skulptur[78] in Bad Ragaz und Vaduz
- 2015: »FANTASIE VISIONARIE«[79] Carin Grudda und Casimiro Piccolo, Teatro Antico di Taormina, Fondazione piccolo di calanovell
- 2015: »ZWEI DIE SICH KENNEN«[80] Torsten Hegner – Malerei, Carin Grudda – Plastiken/Skulpturen, Galerie Elzenheimer, Bad Soden, Presse: Höchster Kreisblatt, ExploreDoc
- 2018: Die 7. Schweizerische Triennale der Skulptur[81] »GROSSARTIG! – EILE MIT WEILE – VERWEILE« 05.05.–04.11.2018 in Bad Ragaz und Vaduz, ARTTRADO, Myswitzerland.com
- 2019: »4. Summer Antibes Art Fair«[82] 24.08.–02.09.2019, die Galerie Babylon BB präsentiert Werke von Carin Grudda in Antibes
- 2019: »MONUMENTAL WONDERLAND«[83] 04.04.–15.09.2019 in Mougins, Frankreich
- 2019: »ARTe Zeitgenössische Kunst«[84] 20.09.–22.09.2019, die Galerie KUNST&WERK präsentiert Werke von Carin Grudda in Wiesbaden
- 2019: »Die Arbeit einer Kunstgießerei«, die Kunststiftung Vittorio Caporella präsentiert u. a. Werke von Carin Grudda in Montepulciano
- 2019/2020: »Best of – 10 Jahre Stadtgalerie Bad Soden«, Galerie Elzenheimer präsentiert u. a. Werke von Carin Grudda in Bad Soden
- 2021: »Bad RagARTz«, Die 8. Schweizerische Triennale der Skulptur, 08.05.–31.10.2021 in Bad Ragaz
- 2021: »GEBURTSTAGSFEST DANIEL SPOERRI«, Großflächige Ausstellung zeitgenössischer Kunst in Montepulciano mit Werken von Spoerri, Arman, Grudda, Traore u. a. 01.09.–31.10.2021
- 2023: »ANMUT UND LIEBREIZ« in der zeitgenössischen Kunst, Galerie Elzenheimer präsentiert u. a. Werke von Carin Grudda in Bad Soden, 08.01.–26.02.2023

## Großplastik in öffentlichem Besitz (mit Erwerbsjahr)

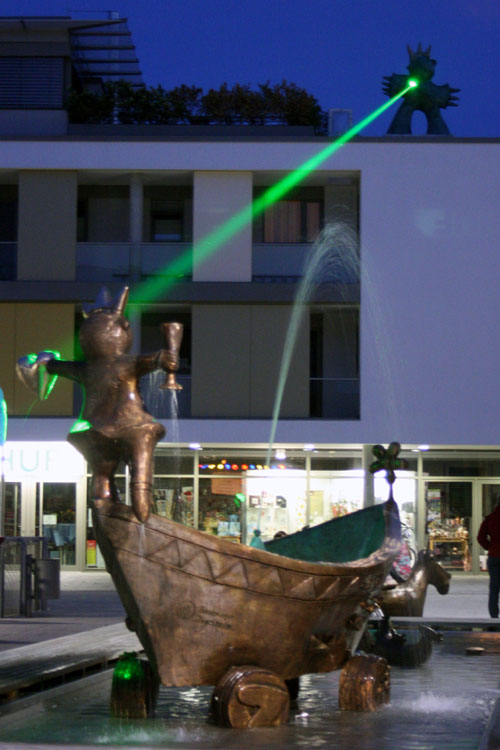
Ingelheim

- Costarainera (I): »DIE KLEINE TÄNZERIN« und »ERDBEERLIEBCHEN« (Bronzen, 2016)
- Gupf (CH): »DER SPRUNG« (Bronze, 2016)
- Bad Ragaz (CH): »DIE KLEINE TÄNZERIN« (Bronze, 2015)
- Gudensberg bei Kassel (D): Schafgruppe »LULALU«, Brunnenmädchen »ICH – WOANDERS«, »HÜHNER DER WITWE BOLTE« und »DIE KLEINE TÄNZERIN« (Bronzen, 2013), Brunnen »DIE BLAUE BLUME« (Bronze, 2007), Verkehrskreisel »DIE VERWUNSCHENEN« (Bronze, 2005),
- Rom, (I): Italienisches Außenministerium »VERTRÄUMTER KÖNIG«, »TÄNZERIN« und »BLAU MIAU« mittelgroß (Bronzen, 2013)
- Schwalbach am Taunus (D): »DIE GROSSE FRAU« (Bronze, 2012)
- Leogang (CH): Radweg »WOLKENPELZTIER« (Bronze, 2012)
- Zug, (CH): »MIKROKOSMOS« – Platzgestaltung mit Brunnen und Wasserlauf, »BLAU-MIAU« groß sowie 16 weiter Bronzen (Bronzen, 2010)
- Hofheim am Taunus (D): Golf-Club Hof Hausen vor der Sonne »PHOENIX«, »TÄNZERIN« und das Brunnenmädchen »ICH – WOANDERS« (Bronzen, 2010) »DIE EICHE 115 – HOMMAGE Á JOSEPH BEUYS« (Bronze, 2011)
- Fonte Nuova, Rom (I): »BLAU MIAU GRANDE« (Bronze, 2007), »DIE EICHE 115 – HOMMAGE Á JOSEPH BEUYS« (Bronze, 2007)
- Ingelheim am Rhein (D): »ZERBERUS« (Bronze, 2005), »IN BETWEEN« (Bronzetür, 2008), Platzgestaltung im Stadtzentrum, Friedrich-Ebert-Platz (Gruppe von 10 Bronzen, Laserinstallation, Wasser, 2009)
- Alessandria, Ligurien (I): »PEGASUS« (Bronze, 2002), »BLAU MIAU« mittelgroß (Bronze, 2003)
- Gudensberg bei Kassel (D): »ZERBERUS« (Bronze, 2002), »DIE GROSSE FRAU« (Bronze, 2004)
- San Lorenzo al Mare, Ligurien (I): »ZERBERUS« (Bronze, 2002), »DIE EICHE 115 – HOMMAGE Á JOSEPH BEUYS« (Bronze, 2002)
- Kassel, (D): E.ON Mitte, ehem. EAM »PEGASUS« (Bronze, 2002) Regierungspräsidium »BLAU MIAU« groß (Bronze 2006)
- Frugarolo, Alessandria (I): »PEGASUS« (Bronze, 2002)
- Rom (I): Kunststiftung Vittorio Caporrella »ELEPARDO« (Bronze, 1998)